# Spurgeon (Indiana)
Spurgeon és una població dels Estats Units a l'estat d'Indiana. Segons el cens del 2000 tenia 227 habitants.

## Demografia
Segons el cens del 2000, Spurgeon tenia 227 habitants, 93 habitatges, i 62 famílies. La densitat de població era de 515,6 habitants/km².
Dels 93 habitatges en un 34,4% hi vivien nens de menys de 18 anys, en un 55,9% hi vivien parelles casades, en un 6,5% dones solteres, i en un 32,3% no eren unitats familiars. En el 30,1% dels habitatges hi vivien persones soles el 18,3% de les quals corresponia a persones de 65 anys o més que vivien soles. El nombre mitjà de persones vivint en cada habitatge era de 2,44 i el nombre mitjà de persones que vivien en cada família era de 3,05.
Per edats la població es repartia de la següent manera: un 28,6% tenia menys de 18 anys, un 9,7% entre 18 i 24, un 30,8% entre 25 i 44, un 17,6% de 45 a 60 i un 13,2% 65 anys o més.
L'edat mediana era de 37 anys. Per cada 100 dones de 18 o més anys hi havia 97,6 homes.
La renda mediana per habitatge era de 36.429 $ i la renda mediana per família de 44.375 $. Els homes tenien una renda mediana de 27.031 $ mentre que les dones 19.250 $. La renda per capita de la població era de 16.850 $. Entorn del 3,2% de les famílies i el 4,1% de la població estaven per davall del llindar de pobresa.

## Poblacions més properes
El següent diagrama mostra les poblacions més properes.